# Колта
Колта (словац. Kolta) — село, громада округу Нове Замки, Нітранський край. Кадастрова площа громади — 25.85 км².
Населення 1258 осіб (станом на 31 грудня 2019 року).

## Історія
Колта згадується 1214 року.

## Населення
| Рік:            | 1994. | 2004.   | 2014.   | 2024.   |
| --------------- | ----- | ------- | ------- | ------- |
| Кількість осіб: | 1482  | 1467    | 1330    | 1237    |
| Різниця:        |       | -1,01 % | -9,33 % | -6,99 % |

| Рік:            | 2023. | 2024.   |
| --------------- | ----- | ------- |
| Кількість осіб: | 1236  | 1237    |
| Різниця:        |       | +0,08 % |